# Axinidris acholli
Axinidris acholli é uma espécie de inseto do gênero Axinidris, pertencente à família Formicidae.